# Шеикат Горњи Авлаки
Шеикат Горњи Авлаки (арап. مشيخة العوالق العليا) је била феудална држава на југу Арабијског полуострва, источно од луке Аден, од 19 вијека, овај шеикат је постао вазал под контролом Британског царства и ушао је у састав Протектората Аден. Данас је територија овог бившег шеиката дио јеменске мухафазе Шабве.

## Историја
Шеикат Горњи Авлаки одвојио се од Султаната Доњи Авлаки још у 18. стољећу. Након што је Британија заузела луку Аден 1839. године, она им је постала одскочна даска за ширење британског утицаја на Јужну Арабију и Рог Африке. То се нарочито одразило на непосредно залеђе луке Аден, па тако и на Шеикат Горњи Авлаки.
Шеикат Горњи Авлаки је потписао уговор о заштити с Британијом 1890. године и постао дио Протектората Аден 1890. Шеикат Горњи Авлаки је 1959. године био један од оснивача новосворене британске колонијалне творевине Федерације Арапских Емирата Југа, те потом 1963. и Федерације Јужне Арабије. Посљедњи шеик ове феудалне државе био је Амир Абд Аллах ибн Мухсин ал Јаслами Ал Авлаки, он је развлашћен 1967. кад је укинут Шеикат Горњи Авлаки, те на његовој територији успостављена држава Јужни Јемен.